# Ernst August van Lippe

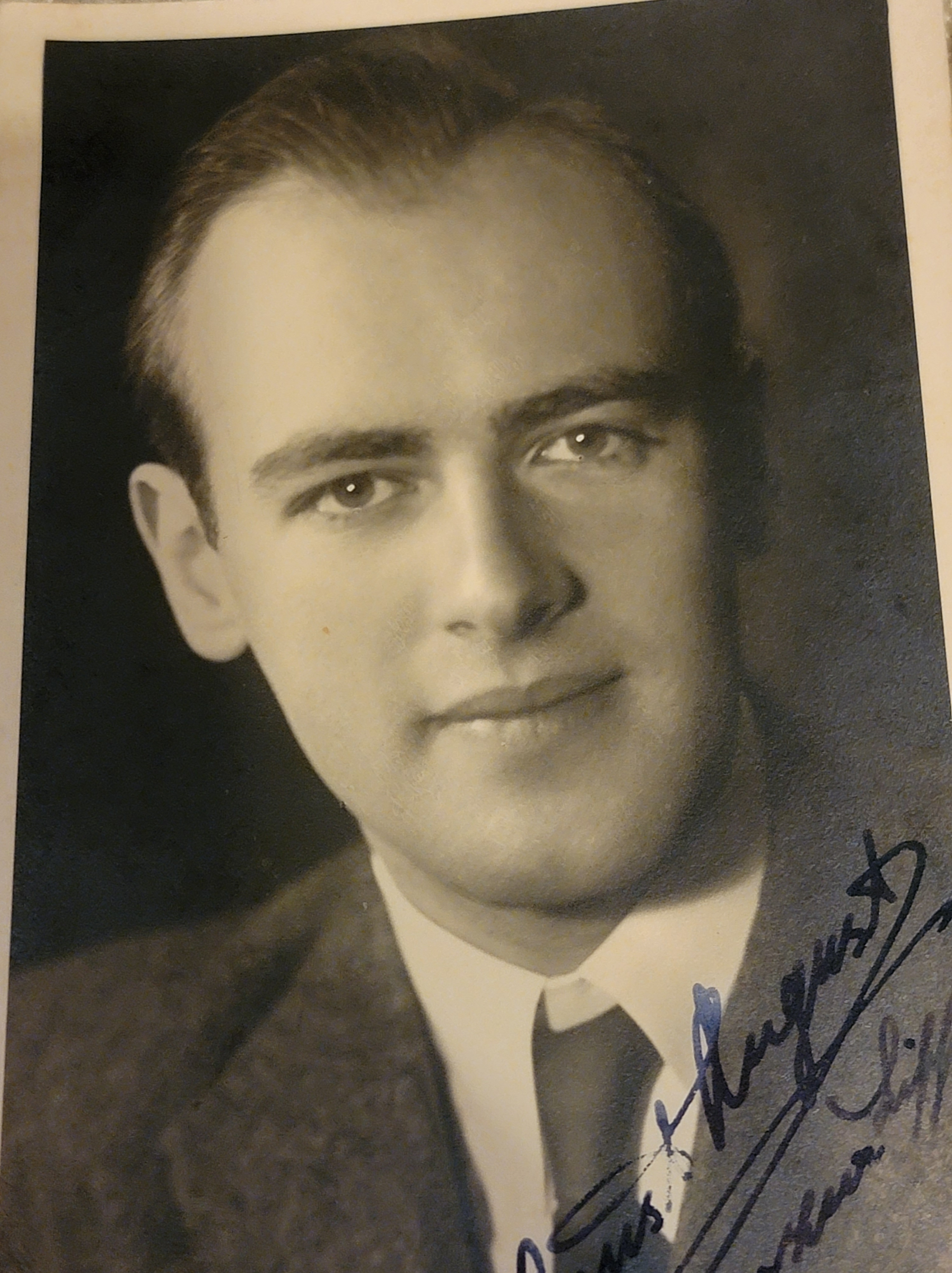
Ernst August van Lippe

Ernst August Bernhard Alexander Eduard Friedrich Wilhelm zur Lippe (Dresden, 1 april 1917 – Ansbach, 15 juni 1990) was een lid van het Duitse regerende vorstenhuis Lippe en hij maakte - na dat zijn neef Armin van Lippe afstand deed van zijn rechten - aanspraak op de positie als chef van dat Huis.
Zijne Doorluchtige Hoogheid Ernst August zur Lippe was een zoon van Prins Julius Ernst zur Lippe (1873–1952), (zoon van Ernst, Graaf van Lippe-Biesterfeld, later regent van het Vorstendom Lippe en Gravin Caroline von Wartensleben) en hertogin Marie van Mecklenburg-Strelitz. Ernst August was een neef van Prins Bernhard en als nazaat van George III was hij een van de verre troonopvolgers van het Verenigd Koninkrijk.
Ernst August had twee halfbroers, geboren uit zijn moeders eerdere huwelijk met Graaf George Jametel.
Ernst August huwde op 3 maart 1948 in Düsseldorf-Oberkassel met Christa von Arnim (b. 1923), dochter van Curt David von Arnim en Stephanie von Stechow.
Er werden uit dit huwelijk vier kinderen geboren:
- Prins Friedrich Wilhelm zur Lippe (7 september 1947) trouwde met Andrea Messner.
- Prinses Marie zur Lippe (26 augustus 1949) trouwde met Nikolaus von Itzenplitz.
- Prins Ernst August zur Lippe (24 december 1952) trouwde in 1981 met Gravin Maria von Magnis.
- Prinses Regina zur Lippe (13 december 1959) trouwde in 1983 met Peter Clemens Jacubowsky.

Prins Ernst August werd in 1962 lid van de Commission Internationale d’Etudes des Ordres de Chevalerie.

## Strijd in het Huis Lippe
Op 30 december 1949 volgde zijn neef Prins Armin zijn vader Leopold IV op als chef van het Huis Lippe. Daarmee gingen alle prinsen uit dat Huis akkoord. Toen Arnim zijn rechten op 22 maart 1953 opgaf breken er ruzies uit. Meerdere prinsen, waaronder Ernst August eisten zelf deze positie op. Het kwam tot rechtszaken. Prins Leopold deed in 1958 op zijn beurt afstand van zijn rechten ten gunste van zijn broer Ernst.
Nog datzelfde jaar kwam de familie tot een compromis, de oudste in Duitsland levende prins, Prins Simon Casimir zur Lippe (1900-1980), werd Chef van het Huis Lippe.
Prins Ernst August kwam later op dit besluit terug. Hij, en later zijn zoon Prins Friedrich Wilhelm, maken aanspraken op de troon van Lippe.